# Коваксин
BBV152 (торговое название Covaxin, Коваксин) — вакцина против COVID-19 на основе инактивированного вируса, разработанная Bharat Biotech в сотрудничестве с Индийским советом медицинских исследований.

## Клинические исследования 3 фазы
В ноябре 2020 года Коваксин получил разрешение на проведение III фазы испытаний. Испытание включает рандомизированное двойное слепое плацебо-контролируемое исследование среди добровольцев возрастной группы 18 лет и старше. В испытаниях Фазы III примут участие около 26 000 добровольцев со всей Индии. Фаза III испытаний будет охватывать в общей сложности 22 центра, состоящих из нескольких штатов страны, включая Дели, Карнатаку и Западную Бенгалию, и ожидается, что вскоре к ним присоединятся многие другие штаты.

## Экстренное одобрение использования
Компания Bharat Biotech обратилась к Генеральному контролёру по лекарствам Индии (DCGI) правительства Индии с просьбой о разрешении на использование вакцины в чрезвычайных ситуациях (EUA). Это была третья фирма после Serum Institute of India и Pfizer, которая подала заявку на разрешение на применение вакцины в экстренных случаях.
3 января 2021 года вакцина была одобрена в Индии для экстренного применения.